# Gifui óriás Buddha
A Gifu városában található óriás Buddha (japánul: 岐阜大仏, azaz Gifu Daibucu) egyike a Japánban található úgynevezett „három óriás Buddha-szobornak”, a száraz lakkozási technikával készült Buddha-szobrok közül pedig az ország legnagyobbja.

## Története
A Sóhódzsi templomban található szobrot a 11. főpap, Icsú építtette a sorozatos földrengések és éhínségek elkerülése érdekében. Mivel a templomnak kevés híve volt, ezért Icsú több helyre elutazva gyűjtött adományokat az építkezés költségeinek fedezésére. Ő azonban 1815-ben elhunyt, a szobor pedig csak a kezdéstől számítva 38 év után, 1832 áprilisára készült el a 12. főpapnak, Kósúnak köszönhetően. A 25,15 méter magas teremben található, ülő helyzetben ábrázolt Buddha magassága 13,63 méter. Arca 3,63, füle 2,12, orra 0,36 métert tesz ki, míg szeme 0,66, szája 0,70 méter széles. Belső szerkezete fából készült (központi, 1,8 méter kerületű tartóoszlopa páfrányfenyőből), külseje jó minőségű bambuszból és agyagból lett kialakítva, erre pedig szútrák szövegét írták (például Amitábha szútra, Lótusz szútra, Kannon szútra), és bevonták lakkal és aranyfóliával. Belsejében egy kisebb Bhaisadzsjaguru-szobor található.
A helyszín az év minden napján 9-től 17 óráig látogatható, belépődíj ellenében. A legközelebbi vasútállomások: Gifu és Meitecu Gifu.